# エジプトの政党
エジプトの政党（エジプトのせいとう）では、エジプト・アラブ共和国における政党について説明する。

## エジプトの政党制
1952年の7月革命によって立憲制と複数政党制は廃止され、1962年以降はアラブ社会主義連合（Arab Socialist Union=ASU）による一党制になった。1977年、サーダートによってASUの解体が行われ（左派、右派、中道）、1977年の政党法の制定によって再度複数政党制に移行した。これによって政治は自由化された。しかしながら、1978年から2011年にエジプト革命が起こるまで、国民民主党が事実上の独裁政党として機能していた。革命後の2012年の選挙により自由と公正党が参議院（上院）ともに第1党となったが、2014年に最高裁判所により解党されている。2021年現在では、2020年の選挙により国民未来党が、上院は半数近く、下院は過半数を占めているが、反対派の活動が徹底的に排除される中での選挙であった。

## 主要政党
現在、エジプトの主要政党は、以下の通りである。
- 国民未来党（Nation's Future Party）-2014年にエジプトの軍諜報機関メンバーにより大統領支持組織を全国レベルで結成する目的で設立。2018年には、軍の意向により他の政党が同党に合流し、議会内多数派の政党に発展している[1]。2021年6月時点で、両院ともに第1党であるが、設立経緯から軍と大統領の強い影響下にある政党である。

- 新ワフド党 (Hizb al-Wafd-al-Gadid、New Wafd Party) - 1978年4月2日結成。
- 国民統一進歩党 (進歩国民統一党、Hizb al Tagammo' al Watani al Taqadommi al Wahdwawi、Progressive National Unionist Party) - 左翼政党、1977年7月7日結成。エジプト・ブロック。
- ナセリスト党(Nasserist Party)またはアラブ民主ナセリスト党(Arab Democratic Nasserist Party)  - 1992年4月19日結成。
- 改革発展党 (Reform and Development Party) - 2009年サダト元大統領の甥が設立。
- 自由党 (Hizb al-Ahrar、Liberal Party) - 1977年7月7日結成。
- 社会自由党
- ウンマ党 (Hizb al-Umma、Umma Party) - 1983年5月26日結成。
- 国民和解党 (Hizb al-Wifak、National Conciliation Party) - 2000年3月2日結成。
- エジプト・アラブ社会党 (Hizb Misr al-arabi al-ishtaraki、Egyptian Arab Socialist Party) - 1977年7月7日結成。民主連合。
- 民主連合党 (Hizb al-Itahadi al-Democrati、Democratic Union Party) - 1990年4月14日結成。
- 社会正義党 (Social Justice Party) - 1993年6月6日結成。
- エジプト緑の党 (Egyptian Greens) - 1990年4月14日結成。
- 連帯党 (Hizb Al Takaful、Solidarity Party) - 1995年2月5日結成。
- エジプト2000党 (Egypt 2000 Party) - 2001年4月7日結成。
- 青年エジプト党 (Misr El-Fatah Party、Young Egypt Party) - 1990年4月14日結成。
- 人民民主党 (People's Democratic Party、PDP) - 1992年3月15日結成。現在活動停止中。
- イスラム労働党 (労働党、Hizb al-'amal al-Islami、 Egyptian Islamic Labour Party) - 1978年11月12日結成、一時活動停止。イブラヒム・シュクリ。民主連合。
- 民主統一党
- 民主世代党 (El-Geel Party、Democratic Generation Party) - 2002年2月9日結成。民主連合。
- 明日党 (Ḥizb Ghad、Tomorrow Party) - 2004年10月27日結成。
- 革命の明日党 (Ḥizb Ghad el-Thawra、Revolution's Tomorrow Party) - 2011年結成。アイマン・ヌール。民主連合。
- 自由社会立憲党 (立憲党、al-Hizb al-distouri、Free Social Constitutional Party) - 2004年11月24日結成。
- エジプト青年党 (Egypt Youth Party)  - 2005年7月2日結成。
- 民主平和党 (Democratic Peace Party) - 2005年7月2日結成。
- 保守党 (Conservative Party) - 2006年3月12日結成。
- 自由共和党 (Free republican Party) - 2006年7月4日結成。
- 民主戦線党 (Hizb al-Gabha al-Democrati、Democratic Front Party) - 2007年5月24日結成。
- 自由エジプト人党 (el Hizb el Masri el Liberali、Liberal Egyptian Party、旧祖国エジプト党、Hizb Masr el-Omm、Mother Egypt Party)  - リベラル派の世俗主義政党。2011年結成。エジプト・ブロック。
- エジプト社会民主党 (Hizb ElMasri ElDemocrati ElEktemaii、Egyptian Social Democratic Party) -  2011年結成。エジプト・ブロック。
- 正義党（英語版） ( Hizb Al-Adl、Justice Party) - 2011年5月結成。
- 統一 (Unity) - 解党された国民民主党（NDP）の書記長だったフサーム・バドラウィーが党首。
- ヌール党 (Hizb El-Nour、Al Nour Party) - サラフィー主義（イスラーム復古主義）の政党。2011年結成。イスラミスト・ブロック。
- 建設発展党 (Hizb al-Bina wa al-Tanmiya、Building and Development Party) -2011年6月20日結成。イスラミスト・ブロック。
- 社会民衆連合党 (Hizb al Tahalof al Shaaby al Ishtiraky、Socialist Popular Alliance Party) -2011年結成。革命継続。
- エジプト潮流党(Al-Tayyar Al-Masry、Egyptian Current Party) - ムスリム同胞団の若手メンバーが結成した政党。左派やリベラル派も含んだ国民政党を目指す。2011年結成。
- 自由エジプト党 (Hizb Masr Alhureyya、Freedom Egypt Party) -2011年5月18日結成。革命継続。
- 尊厳党 (Hizb al-Karama、Dignity Party) - 2011年8月に政党認可されたナセリズム政党。党首はジャーナリスト、元国会議員のハムディーン・サッバーヒー。民主連合。
- 文明党（Hizb Al-Hadara、Civilization Party）－2011年結成。党首はムハンマド・アッ＝サーウィー元文化大臣。
- 強きエジプト党（Hizb Masr al-Qaweya、Strong Egypt Party） - 2012年アブドルモネイム・アブールフトゥーフにより結成された。
- ワタン党（Hizb Al-Watan、Homeland Party） - 2013年に、ヌール党元党首のイマード・アブドゥルガフールらにより結成されたサラフィー主義政党。

### 消滅した政党
- 国民民主党 (Al'Hizb Al Watani Al Democrati、National Democratic Party) - 結成された1978年から2011年エジプト革命が起こるまで、事実上の独裁政党だった。2011年4月16日に行政裁判所より解散命令を受け消滅。
- 自由と公正党 (Hizb Al-Horriya Wal-Adala、Freedom and Justice Party) - 2011年5月結成。ムスリム同胞団の政党。2013年の解党命令により非合法化。
- ワサト党 (中道党、Hizb Al-Wasat-al-Gadid、New Center Party) - ムスリム同胞団穏健派。1996年結党。指導者はアブル＝エラ・マディ（Abul-Ela Madi）。

## その他の政治集団
- ムスリム同胞団 (Jama'at al-ikhwan al-muslimin、Society of the Muslim Brotherhood) - 1928年結成。2013年よりテロ組織指定を受け、非合法化。
- エジプト共産党 (al-hezb al-sheo'ey al-masry、Communist Party of Egypt) - 1975年結成。社会主義勢力同盟。
- キファーヤ運動 (Kefaya Movement) - 2004年結成。
- 4月6日運動(6th of April Youth Movement) - 2008年4月6日、アフマド・マーヘルらがフェイスブック上で結成。2015年に裁判所から解散命令を受け、非合法化。
- われわれ全員がハーリド・サイードだ(We are all Khaled Said) - 2010年6月アレキサンドリアのインターネットカフェでIDカード提示を拒否し、警官に暴行を受け亡くなった男性を悼んで、ワーイル・ゴネイムがフェイスブック上で結成したグループ[2]。
- 変革のための国民協会(National Association for Change) - 2010年2月、モハメド・エルバラダイが創立。
- 革命的青年委員会 - 2011年エジプト騒乱時に結成。医師のシャーディー・アル＝ガザーリー・ハルブが主宰。
- 若者革命同盟 (Coalition of Youth Revolution)- 2011年エジプト騒乱時に結成。

## 政党連合
- 民主連合(アラビア語: التحالف الديمقراطي من أجل مصر,Democratic Alliance for Egypt) - 自由公正党、尊厳党、イスラム労働党、革命の明日党、自由党、民主世代党、エジプト・アラブ社会党
- イスラミスト・ブロック(アラビア語: الكتلة الإسلامية,Islamist Bloc) - ヌール党、建設発展党、アサラ党
- エジプト・ブロック(アラビア語: الكتلة المصرية,Egyptian Bloc) - エジプト社会民主党、自由エジプト人党、国民進歩統一党
- 革命継続(アラビア語: تحالف الثورة مستمرة, The Revolution Continues Alliance ) - 社会民衆連合党、エジプト潮流党、自由エジプト党、エジプト社会党
- 社会主義勢力同盟(アラビア語: تحالف القوى الاشتراكي,Coalition of Socialist Forces ) -　エジプト共産党、革命的社会主義者、労働者民主党